# Aeroporto di Belfast-Città
L'aeroporto di Belfast-Città (IATA: BHD, ICAO: EGAC) (in inglese: Belfast City Airport), noto anche con il nome commerciale di George Best Belfast City Airport, è un aeroporto nordirlandese ubicato nell'area urbana della città di Belfast, capitale dell'Irlanda del Nord. Fu intitolato, nella sua dicitura commerciale, al calciatore nordirlandese George Best (1946-2005) il 22 maggio 2006, giorno in cui l'ex Pallone d'oro avrebbe compiuto 60 anni. Lo scalo è, insieme all'aeroporto di Belfast-Aldergrove, uno dei due aeroporti della città.
L’aeroporto, principale scalo civile di Belfast dal 1938 al 1939, durante la Seconda Guerra Mondiale è stato requisito dalla Royal Navy, la marina militare, e chiamato HMS Gadwall. Successivamente lo scalo è stato utilizzato per scopi militari fino agli anni Settanta. Soltanto nel 1983, sulla spinta delle compagnie aeree, il campo d'aviazione è stato aperto ai voli commerciali dapprima come Belfast Harbour Airport e successivamente nella dominazione Belfast City Airport.